# Waiohinu
Waiohinu es un lugar designado por el censo ubicado en el condado de Hawái en el estado estadounidense de Hawái.

## Geografía
Waiohinu se encuentra ubicado en las coordenadas 19°4′2″N 155°36′41″O / 19.06722, -155.61139.